# Jürgen Kukowsky
Jürgen Kukowsky (* 19. Juni 1940 in Königsberg) ist ein deutscher Maler und Grafiker.

## Leben und Werk
Die Familie Kukowskys kam in der Folge des Zweiten Weltkriegs als Vertriebene in die Sowjetische Besatzungszone. Er studierte von 1959 bis 1964 Kunsterziehung an der Karl-Marx-Universität in Leipzig. Dabei war er 1961/1962 aus politischen Gründen exmatrikuliert und musste zur „Bewährung“ als Gleisarbeiter im Tagebau Böhlen arbeiten. Nach dem Staatsexamen war er von 1964 bis 1986 Lehrer für Kunsterziehung und Deutsche Sprache an Leipziger Schulen, u. a. an der Ernst-Schneller-Oberschule. Danach war er in Leipzig als Maler und Grafiker freischaffend tätig. 1977/1978 beteiligte er sich an dem themenoffenen Wettbewerb „Max braucht Kunst. Schafft erregende Kunstwerke über unsere erregende Zeit!“ in der Maxhütte Unterwellenborn. Dafür hatte er einen Werkvertrag mit dem Rat des Bezirks Halle. 1985 unternahm er eine Studienreise in die UdSSR.
Nach der deutschen Wiedervereinigung arbeitete Kukowsky von 1990 bis 2000 als Kunsterzieher an einem Leipziger Gymnasium. Seitdem ist er in Leipzig-Rückmarsdorf wieder freischaffend tätig.
Kukowsky hatte eine große Zahl von Einzelausstellungen und Ausstellungsbeteiligungen, in der DDR u. a. 1982/1983 und 1987/1988 an der IX. und X. Kunstausstellung der DDR in Dresden.

## Mitgliedschaften
- 1981 bis 1990: Verband Bildender Künstler der DDR
- 1990 bis 1994: Bund Bildender Künstlerinnen und Künstler Leipzig

## Museen und öffentliche Sammlungen mit Werken Kukowskys (unvollständig)
- Berlin: Neue Nationalgalerie[2]
- Berlin: Berlin-Brandenburgische Akademie der Wissenschaften
- Dresden: Galerie Neue Meister[3]
- Frankfurt/Oder: Brandenburgisches Landesmuseum für moderne Kunst (vormals Museum Junge Kunst)
- Jena: Städtische Museen Jena
- Leipzig: Museum der bildenden Künste
- Unterwellenborn: Kunstsammlung der Maxhütte Unterwellenborn
- Weimar: Klassikstiftung Weimar

## Weitere Werkbeispiele
- Am Mittellandkanal (1981, Mischtechnik; auf der IX. Kunstausstellung der DDR)
- Die Mühle in Estedt (1981, Öl; auf der IX. Kunstausstellung der DDR)
- Auf der F 184 durch Roßlau (1984 Öl, 60,5 × 98,5 cm)
- Bei Kleinjena (1984 Öl, 60 × 81,5 cm)
- Das Stellwerk (1987, Öl, 136 × 144 cm; Klassikstiftung Weimar)